# Arméno-Américains
Les Arméno-Américains sont des Américains d'origine ou d'ascendance arménienne.
Selon l'American Community Survey, pour la période 2014-2018, 446 786 personnes se déclarent d'ascendance arménienne.

## Histoire

### Pionniers arméniens

.

Le premier Arménien connu à s'être déplacé en Amérique était Martin l'Arménien. Il arriva à Jamestown, Virginie, en 1618, quand la colonie était seulement âgée de 11 ans. Peu d'autres Arméniens furent enregistrés comme étant venus aux États-Unis aux XVIIe et XVIIIe siècles, mais ils étaient surtout venus individuellement et ne formèrent pas de communauté.

## Démographie
| Ville                 | État       | Nombre | %    | Locuteurs | %    |
| --------------------- | ---------- | ------ | ---- | --------- | ---- |
| Los Angeles           | Californie | 82 074 | 2,1  | 70 764    | 1,9  |
| Glendale              | Californie | 72 470 | 36,8 | 69 068    | 37,0 |
| Burbank               | Californie | 12 733 | 12,2 | 11 939    | 12,2 |
| New York              | New York   | 11 438 | 0,1  | 4 401     | 0,1  |
| Fresno                | Californie | 6 305  | 1,2  | 3 201     | 0,7  |
| Pasadena              | Californie | 4 946  | 3,5  | 4 245     | 3,2  |
| Montebello            | Californie | 2 034  | 3,2  | 1 888     | 3,2  |
| Altadena              | Californie | 2 164  | 4,8  | 1 790     | 4,2  |
| La Crescenta-Montrose | Californie | 2 077  | 10,4 | 1 974     | 10,4 |
| Rancho Cordova        | Californie | 1 493  | 2,2  | 1 651     | 1,5  |

Selon le American Community Survey pour la période 2011-2015, 263 793 Arméno-Américains (56,3 %) sont nés américains, tandis que 204 549 (43,7 %) sont nés étrangers. De plus, 153 709 (75,1 %) d'entre eux sont naturalisés, alors que 50 840 (24,9 %) ne sont pas citoyens américains.
Toujours selon l'American Community Survey pour la période 2011-2015, 239 137 personnes âgées de plus 5 ans déclarent parler arménien à la maison, 0,8 % de la population totale des États-Unis et 51,06 % de la population arméno-américaine à la même époque.

## Arméno-Américains notables
Parmi les Arméno-Américains notables se trouvent la chanteuse Cher, le champion de tennis Andre Agassi, les membres du groupe de musique System of a Down, certains membres de la famille de télé-réalité les Kardashian (Kourtney, Kim, Rob, Khloé et leur père avocat d', Robert Kardashian),  l'entrepreneur internet et investisseur Alexis Ohanian,  le galeriste d'art Larry Gagosian, le psychologue Harold Takooshian[réf. nécessaire], l'acteur Mike Connors (Krekor Ohanian), l'acteur Eric Bogosian, le gouverneur de la Californie George Deukmejian (1928-2018) et le magnat des affaires Kirk Kerkorian (1917-2015).

## Organisations
- Assemblée arménienne d'Amérique (en)
- Organisation de jeunesse de l'Église arménienne d'Amérique (en)
- Fondation Enfants d'Arménie